# Araneus chingaza
Araneus chingaza là một loài nhện trong họ Araneidae.
Loài này thuộc chi Araneus. Araneus chingaza được Herbert Walter Levi miêu tả năm 1991.